# 貝氏盤唇鱨
貝氏盤唇鱨為輻鰭魚綱鯰形目倒立鯰科的其中一種，為熱帶淡水魚，分布於非洲尼日河、剛果河及乍得湖流域，體長可達4.7公分，棲息在底中層水域，生活習性不明。

## 扩展阅读
維基物種上的相關：貝氏盤唇鱨